# Ніагара (Нью-Йорк)
Ніагара (англ. Niagara) — місто (англ. town) в США, в окрузі Ніагара штату Нью-Йорк. Населення — 7903 особи (2020).

## Демографія
Згідно з переписом 2010 року, у місті мешкало 8378 осіб у 3605 домогосподарствах у складі 2249 родин. Було 3936 помешкань
Расовий склад населення:
| - 91,8 % — білих - 3,4 % — чорних або афроамериканців - 1,9 % — корінних американців - 0,9 % — азіатів |

До двох чи більше рас належало 1,7 %. Частка іспаномовних становила 1,7 % від усіх жителів.
За віковим діапазоном населення розподілялося таким чином: 20,0 % — особи молодші 18 років, 61,8 % — особи у віці 18—64 років, 18,2 % — особи у віці 65 років та старші. Медіана віку мешканця становила 43,4 року. На 100 осіб жіночої статі у місті припадало 92,1 чоловіків;  на 100 жінок у віці від 18 років та старших — 90,7 чоловіків також старших 18 років.
Середній дохід на одне домашнє господарство  становив 57 086 доларів США (медіана — 43 465), а середній дохід на одну сім'ю — 63 617 доларів (медіана — 52 948). Медіана доходів становила 44 529 доларів для чоловіків та 33 292 долари для жінок. За межею бідності перебувало 13,1 % осіб, у тому числі 12,2 % дітей у віці до 18 років та 8,0 % осіб у віці 65 років та старших.
Цивільне працевлаштоване населення становило 4016 осіб. Основні галузі зайнятості: освіта, охорона здоров'я та соціальна допомога — 21,1 %, роздрібна торгівля — 18,0 %, виробництво — 14,3 %, мистецтво, розваги та відпочинок — 12,1 %.